# Dakota Goyo
Dakota Avery Goyo (Toronto, 1999. augusztus 22. – ) kanadai színész.

## Karrierje
Dakota Goyo 2005-ben szerepelt először, a JoJo's Circus című televíziós sorozatban. Ezután az Ultra című tv filmben kapott szerepet, majd a Viszlát, bajnok! című 2006-os moziban Teddy Kernan bőrébe bújva láthattuk ismét. Később az Érzelmi számtanban alakította Timmy Winterst, majd ezután a Super Why című televízió-sorozatban szerepelt ismét. 2009-ben változás állt be az életében, ugyanis ebben az évben rengeteg kisebb-nagyobb szerepet kapott. Például: a Solving Charlie és a Szomszédom titkai című tévéfilmben, a Hetedik érzék és a Murdoch nyomozó rejtélyei című tévésorozatokban, valamint a Defendor - A véderő című filmben kapott egy kisebb szerepet.
2010-ben két kisebb szerepe volt. Az Arthur című televízió-sorozatban 4 rész erejéig Timmy Tibblet alakította valamint ezután a Happy Townban láthattuk. 2011-ben komoly szerepet kapott a nagy sikerű a Vasököl című filmben, ahol Max Kentont alakította. Ezenkívül szerepelt a Thorban is ahol az ifjú Thorként tűnik fel pár perc erejéig. 2012-ben debütált a Rise of the Guardians című film, melyben Jamie szerepében láthattuk.

## Filmográfia

### Film
| Év   | Magyar cím          | Eredeti cím            | Szerep               | Magyar hang   |
| ---- | ------------------- | ---------------------- | -------------------- | ------------- |
| 2007 | Viszlát, bajnok!    | Resurrecting the Champ | Teddy Kernan         | Czető Ádám    |
| 2007 | Érzelmi számtan     | Emotional Arithmetic   | Timmy Winters        |               |
| 2009 | Defendor – A véderő | Defendor               | Jack Carter 9 évesen | Morvay Bence  |
| 2011 | Vasököl             | Real Steel             | Max Kenton           | Ducsai Ábel   |
| 2011 | Thor                | Thor                   | fiatal Thor          |               |
| 2012 | Az öt legenda       | Rise of the Guardians  | Jamie (hangja)       | Straub Martin |
| 2013 |                     | Dark Skies             | Jesse Barrett        |               |
| 2014 | Éjféli nap          | The Journey Home       | Luke                 | Boldog Gábor  |
| 2014 | Noé                 | Noah                   | fiatal Noé           |               |

### Televízió
| Év   | Magyar cím                | Eredeti cím                   | Szerep                | Megjegyzések                     |
| ---- | ------------------------- | ----------------------------- | --------------------- | -------------------------------- |
| 2005 |                           | JoJo's Circus                 | Little Blue (hangja)  | 1 epizód                         |
| 2006 |                           | Ultra                         | Brett                 | tévéfilm (producer és kaszkadőr) |
| 2009 |                           | Solving Charlie               | Charlie Hudson II     | tévéfilm                         |
| 2009 |                           | Super Why!                    | kisfiú (hangja)       | 1 epizód                         |
| 2009 | Hetedik érzék             | The Listener                  | Nicki                 | 1 epizód (kaszkadőr)             |
| 2009 | Murdoch nyomozó rejtélyei | Murdoch Mysteries             | Alwyn Jones           | 3 epizód                         |
| 2009 |                           | My Neighbor's Secret          | Austin Hest           | tévéfilm (kaszkadőr)             |
| 2010 |                           | Happy Town                    | fiatal Tommy Conroy   | 1 epizód                         |
| 2010 |                           | Arthur                        | Timmy Tibble (hangja) | 4 epizód                         |
| 2011 |                           | The Haunting Hour: The Series | Josh                  | 1 epizód                         |